# Adam Osborne
Adam Osborne (Banguecoque, 6 de março de 1939 – Kodaikanal, 18 de março de 2003) foi um empresário, escritor, editor de software e projetista de computadores britânico, que fundou várias empresas em seu país e no exterior. É lembrado pela criação do primeiro computador pessoal portátil, o Osborne 1, em 1981.